# GlaxoSmithKline Algérie
 (novembre 2015).
Si vous disposez d'ouvrages ou d'articles de référence ou si vous connaissez des sites web de qualité traitant du thème abordé ici, merci de compléter l'article en donnant les références utiles à sa vérifiabilité et en les liant à la section « Notes et références ».
GlaxoSmithKline Algérie, anciennement Laboratoire pharmaceutique algérien  (LPA), est une entreprise pharmaceutique algérienne créée en 1991.

## Histoire
Le Laboratoire pharmaceutique algérien (LPA) est la première entreprise pharmaceutique privée en Algérie, créé en 1991 sous l'agrément N° 001 du Conseil de la Monnaie et du Crédit, et qui a réalisé la transition de l'importation vers la production de produits pharmaceutiques sous licence.
À l'origine il y eut l'association de l'initiative privée au travers d'un entrepreneur algérien : Mustapha Ait-Adjedjou et du savoir-faire des plus importantes entreprises mondiales du domaine : Sanofi, Smith Kline Beecham et Biochimie.
LPA a alors connu une croissance accrue avec une évolution du chiffre d'affaires de plus de 60 % entre 2002 et 2003. Ces résultats ont contribué à la concrétisation de plusieurs projets d'investissements ainsi qu'au développement de la production locale. Afin d’assurer une bonne couverture du marché sur tout le territoire national, LPA s’est installé au centre du pays à Boudouaou (site de distribution principal et site de production), à l’est (Constantine), et à l'ouest (Oran). 
LPA, pour ses activités de production et de distribution, employait plus de 700 personnes. Elle disposée d’un centre de formation commun à l’ensemble de ses sites, d’une cantine, et d’un centre de santé pour le soin médical de son personnel.
Après plusieurs restructurations, LPA appartient en totalité à Mustapha Ait-Adjedjou, devenu l'une des premières fortunes du pays, et les partenaires de la première heure sont devenus des fournisseurs en exclusivité. Par ailleurs cette ouverture a permis de réunir d'autres fournisseurs de renommée mondiale tels que : MSD, Novartis, Chiesi, Serono...
LPA a été cédé au groupe pharmaceutique britannique GlaxoSmithKline (GSK), numéro 7 de l'industrie pharmaceutique mondiale. Désormais on parle de GSK-Algérie,.